# فرودگاه ابباز
فرودگاه ابباز (به انگلیسی: Abba's Airport) یک فرودگاه خصوصی است که یک باند فرود چمن دارد و طول باند آن ۵۷۹ متر است. این فرودگاه در کشور ایالات متحده آمریکا قرار دارد و در ارتفاع ۶۵ متری از سطح دریا واقع شده‌است.